# بيليبيلي
بيليبيلي (بالأنجليزية:bilibili) هو موقع ويب من نوع خدمة استضافة فيديو وتطبيق محمول أنشئ في 26 يونيو 2009، يقع مقره الرئيسي في الصين، وهو متوفر باللغة الصينية. يعد Bilibili واحداً من أهم منصات الفيديو الناشئة في الصين. يحظى الموقع بشعبية ضخمة بين الجيل Z في الصين. يميل محتوى Bilibili إلى أن يكون حول الألعاب والرسوم المتحركة والقصص المصورة. ومع ذلك، فإن عدد أنواع الفيديو الشائعة يتغير مع تزايد شعبية المنصة، ويرتبط معظمها بأسلوب الحياة والجمال. وهو يتشابه إلى حد كبير مع موقع اليوتيوب. 

## تاريخ
تم إطلاق التطبيق في عام 2009 من قبل مجموعة بيليبيلي ومقرها شانغهاي. استغرق Bilibili، المعروف لدى المستخدمين باسم "B station"، أكثر من عقد من الزمن للوصول إلى تلك الكتلة الضحمة من المستخدمين التي دفعت النظام الأساسي إلى دائرة الضوء.

## وصلات خارجية
- بيليبيلي على موقع Google Play (الإنجليزية)
- الموقع الرسمي